# Igor Dimitrijev
Igor Jefimovič Dimitrijev (rusko Игoрь Ефимович Дмитриев), ruski hokejist in hokejski trener, * 19. oktober 1941, Rusija, † 21. december 1997, Moskva.
Dimitrijev je bil dolgoletni hokejist kluba Krila Sovjetov, za katerega je igral med sezonama 1955/56 in 1973/74, bil je tudi dolgoletni kapetan kluba, s katerim je v sezoni 1973/74 osvojil naslov sovjetskega prvaka. Skupno je v sovjetski ligi odigral 430 tekem, na katerih je dosegel 125 golov. V sezoni 1974/75 je igral za klub EC KAC v avstrijski ligi.
Leta 1978 je postal pomočnik trenerja pri klubu Krila Sovjetov, ki ga je prevzel kot glavni trener v sezoni 1982/83. Leta 1987 je bil imenovan v trenersko ekipo sovjetske reprezentance. Na Svetovnem prvenstvo 1996 je vodil rusko reprezentanco do četrtega mesta. Leta 1976, ko je bil še aktiven hokejist, je bil sprejet v Ruski hokejski hram slavnih, leta 2007 pa posthumno v Mednarodni hokejski hram slavnih.